# Grand Prix FIDE féminin 2011-2012
Navigation
Édition précédente Grand Prix FIDE féminin 2013-2014
Le Grand Prix féminin FIDE 2011-2012 était une série de six tournois d'échecs exclusivement réservés aux femmes, qui faisaient partie du cycle de qualification pour le Championnat du monde d'échecs féminin 2013. La gagnante du Grand Prix, Hou Yifan, défiera la championne du monde d'échecs féminin 2012.

## Format
18 des meilleures joueuses mondiales devaient être sélectionnées pour participer à ces tournois. Chaque joueuse s'engage à participer à exactement quatre de ces tournois. Les joueuses doivent classer leurs tournois préférés une fois la liste finale des villes hôtes annoncée et les dates attribuées à chaque ville hôte.
Chaque tournoi est un tournoi à la ronde à 12 joueurs. À chaque tour, les joueurs ont marqué 1 point pour une victoire, ½ point pour un match nul et 0 pour une défaite. Les points du Grand Prix ont ensuite été attribués en fonction du classement de chaque joueuse dans le tournoi : 160 points du Grand Prix pour la première place, 130 pour la deuxième place, 110 pour la troisième place, puis 90 jusqu'à 10 points par paliers de 10. En cas d'égalité de points, les joueuses à égalité se partagent les points du Grand Prix de manière égale. Les joueuses ne comptaient que leurs trois meilleurs résultats au tournoi. La joueuse avec le plus de points du Grand Prix est la gagnante.

## Joueuses et format de qualification
Il y avait plusieurs façons de se qualifier pour la série du Grand Prix,.
- Les quatre du Championnat du monde d'échecs féminin 2010:
  - Hou Yifan, Ruan Lufei, Koneru Humpy et Zhao Xue.

- La gagnante du Grand Prix précédent (Hou Yifan étant déjà qualifiée, une sixième place supplémentaire lui a été attribuée)

- Les six joueuses les mieux classées (moyenne des listes de juillet 2010 et janvier 2011) non encore qualifiées :
  - Judit Polgár (refusée), Tatiana Kosintseva, Antoaneta Stefanova, Nadezhda Kosintseva, Anna Muzychuk et Kateryna Lahno.

- Deux joueuses nommées par le président de la FIDE: Zhu Chen et Batkhuyag Munguntuul.

- Une candidate de chacune des six villes hôtes:cEkaterina Kovalevskaya (Rostov), Ju Wenjun (Shenzhen), Alexandra Kosteniuk (Nalchik), Alisa Galliamova (Kazan), Elina Danielian (Jermuk) et Betul Cemre Yildiz (Istanbul).

Polgár, la joueuse la mieux classée au monde, n'a jamais concouru pour le titre féminin et a refusé de participer à ce cycle également, sa place a donc été donnée à la joueuse suivante sur la liste des classements moyens, Viktorija Cmilyte.
Lors du deuxième tournoi à Shenzhen, Tan Zhongyi a remplacé Alisa Galliamova.

## Prix en argent et points du Grand Prix
Le prix était de 40 000 € par épreuve du Grand Prix et de 60 000 € pour le classement général du Grand Prix.
| Place | Prix par Grand Prix | Prix pour le Classement général | Points par Grand Prix |
| ----- | ------------------- | ------------------------------- | --------------------- |
| 1     | 6 500 €             | 15 000 €                        | 160                   |
| 2     | 4 750 €             | 10 000 €                        | 130                   |
| 3     | 4 000 €             | 8 000 €                         | 110                   |
| 4     | 3 750 €             | 7 000 €                         | 90                    |
| 5     | 3 500 €             | 6 000 €                         | 80                    |
| 6     | 3 250 €             | 5 000 €                         | 70                    |
| 7     | 3 000 €             | 4 000 €                         | 60                    |
| 8     | 2 750 €             | 3 000 €                         | 50                    |
| 9     | 2 500 €             | 2 000 €                         | 40                    |
| 10    | 2 250 €             | –                               | 30                    |
| 11    | 2 000 €             | –                               | 20                    |
| 12    | 1 750 €             | –                               | 10                    |

## Tie breaks
Dans le but de déterminer un vainqueur clair et unique pour participer au Challenger Match et dans le cas où deux joueurs ou plus ont un total de points cumulés égaux au sommet, les critères suivants (par ordre décroissant) seront utilisés pour décider du vainqueur général:
- Le quatrième résultat qui ne fait pas déjà partie des trois meilleures performances
- Le nombre de points de jeu réels marqués dans les quatre tournois
- Le nombre de premières places
- Le nombre de deuxièmes places
- Le nombre de parties gagnées
- Tirage au sort

## Résultats
Les six tournois étaient :
| N° | Ville hôte       | Date                 | Vainqueur                     | Points (victoire/nul/défaite) |
| -- | ---------------- | -------------------- | ----------------------------- | ----------------------------- |
| 1  | Rostov, Russie   | 1–15 août 2011       | Hou Yifan                     | 8/11 (+6 =4 –1)               |
| 2  | Shenzhen, Chine  | 6–20 septembre 2011  | Hou Yifan                     | 8/11 (+5 =6 –0)               |
| 3  | Naltchik, Russie | 8-23 octobre 2011    | Zhao Xue                      | 9,5/11 (+9 =1 –1)             |
| 4  | Kazan, Russie    | 10-21 juin 2012      | Koneru Humpy et Anna Muzychuk | 7,5/11 (+4 =7 –0)             |
| 5  | Djermuk, Arménie | 16-30 juillet 2012   | Hou Yifan                     | 7/11 (+4 =6 –1)               |
| 6  | Ankara, Turquie  | 16-28 septembre 2012 | Koneru Humpy                  | 8,5/11 (+7 =3 –1)             |

### Classements finaux des 6 tournois
| 1  | Hou Yifan              | 2575 | – | 0 | 1 | ½ | ½ | 1 | 1 | ½ | ½ | 1 | 1 | 8 |       |       |   |  |
| 2  | Kateryna Lahno         | 2536 | 1 | – | 0 | ½ | 1 | ½ | 1 | 1 | 1 | 0 | ½ | ½ | 7     |       |   |  |
| 3  | Anna Muzychuk          | 2538 | 0 | 1 | – | ½ | ½ | ½ | 1 | ½ | ½ | 1 | ½ | ½ | 6½    | 34.25 |   |  |
| 4  | Tatiana Kosintseva     | 2557 | ½ | ½ | ½ | – | ½ | ½ | 0 | 1 | ½ | 1 | 1 | ½ | 6½    | 33.50 |   |  |
| 5  | Nadezhda Kosintseva    | 2560 | ½ | 0 | ½ | ½ | – | ½ | ½ | ½ | ½ | ½ | 1 | 1 | 6     |       |   |  |
| 6  | Koneru Humpy           | 2614 | 0 | ½ | ½ | ½ | ½ | – | ½ | ½ | ½ | 1 | 0 | 1 | 5½    | 28,25 |   |  |
| 7  | Alisa Galliamova       | 2492 | 0 | 0 | 0 | 1 | ½ | ½ | – | 1 | 0 | 1 | 1 | ½ | 5½    | 26,75 |   |  |
| 8  | Antoaneta Stefanova    | 2524 | ½ | 0 | ½ | 0 | ½ | ½ | 0 | – | 1 | ½ | 1 | ½ | 5     | 25.25 |   |  |
| 9  | Elina Danielian        | 2521 | 0 | 0 | ½ | ½ | ½ | 1 | 0 | – | 0 | 1 | 1 | 5 | 24.25 |       |   |  |
| 10 | Ruan Lufei             | 2479 | ½ | 1 | 0 | 0 | ½ | 0 | 0 | ½ | 1 | – | ½ | ½ | 4½    |       |   |  |
| 11 | Ekaterina Kovalevskaya | 2427 | 0 | ½ | ½ | 0 | 0 | 1 | 0 | 0 | 0 | ½ | – | 1 | 3½    |       |   |  |
| 12 | Alexandra Kosteniuk    | 2497 | 0 | ½ | ½ | ½ | 0 | 0 | ½ | ½ | 0 | ½ | 0 | ½ | 0     | –     | 3 |  |
|    |                         | Évaluation | 1 | 2 | 3 | 4 | 5 | 6 | 7 | 8 | 9 | 10 | 11 | 12 | Score | Tie break |
| -- | ----------------------- | ---------- | - | - | - | - | - | - | - | - | - | -- | -- | -- | ----- | --------- |
| 1  | Hou Yifan               | 2578       | – | ½ | ½ | 1 | ½ | 1 | 1 | ½ | ½ | 1  | 1  | ½  | 8     |           |
| 2  | Anna Muzychuk           | 2545       | ½ | – | ½ | ½ | ½ | ½ | ½ | 1 | ½ | 1  | ½  | 1  | 7     |           |
| 3  | Ju Wenjun               | 2536       | ½ | ½ | – | ½ | 1 | ½ | ½ | 0 | 1 | ½  | ½  | 1  | 6½    | 33,75     |
| 4  | Tan Zhongyi             | 2429       | 0 | ½ | ½ | – | ½ | ½ | ½ | ½ | ½ | 1  | 1  | 1  | 6½    | 31,25     |
| 5  | Zhao Xue                | 2497       | ½ | ½ | 0 | ½ | – | 1 | 1 | 0 | ½ | ½  | ½  | 1  | 6     | 31h25     |
| 6  | Ruan Lufei              | 2477       | 0 | ½ | ½ | ½ | 0 | – | ½ | 1 | ½ | ½  | 1  | 1  | 6     | 28h75     |
| 7  | Batkhuyagiin Möngöntuul | 2465       | 0 | ½ | ½ | ½ | 0 | ½ | – | 0 | 1 | 1  | ½  | 1  | 5½    |           |
| 8  | Elina Danielian         | 2517       | ½ | 0 | 1 | ½ | 1 | 0 | 1 | – | 0 | 0  | ½  | ½  | 5     |           |
| 9  | Zhu Chen                | 2490       | ½ | ½ | 0 | ½ | ½ | 0 | 1 | – | 0 | ½  | ½  | 4½ | 25,00 |           |
| 10 | Viktorija Cmilyte       | 2525       | 0 | 0 | ½ | 0 | ½ | ½ | 0 | 1 | 1 | –  | ½  | ½  | 4½    | 22,00     |
| 11 | Ekaterina Kovalevskaya  | 2421       | 0 | ½ | ½ | 0 | ½ | 0 | ½ | ½ | ½ | ½  | –  | ½  | 4     |           |
| 12 | Betul Cemre Yildiz      | 2308       | ½ | 0 | 0 | 0 | 0 | 0 | 0 | ½ | ½ | ½  | ½  | –  | 2½    |           |
| 1  | Zhao Xue               | 2497 | –   | 0   | 1⁄2 | 1   | 1   | 1   | 1   | 1   | 1   | 1   | 1   | 1   | 91⁄2 |       |
| 2  | Chine Ju Wenjun        | 2536 | 1   | –   | 1⁄2 | 1⁄2 | 1⁄2 | 1   | 1⁄2 | 1   | 1   | 1⁄2 | 0   | 1⁄2 | 7    |       |
| 3  | Ekaterina Kovalevskaya | 2421 | 1⁄2 | 1⁄2 | –   | 1   | 1⁄2 | 1⁄2 | 1⁄2 | 1   | 1⁄2 | 1⁄2 | 1⁄2 | 0   | 6    | 33,75 |
| 4  | Cmilyte de la Victoire | 2525 | 0   | 1⁄2 | 0   | –   | 1   | 1⁄2 | 1   | 1⁄2 | 1⁄2 | 1⁄2 | 1⁄2 | 1   | 6    | 29,25 |
| 5  | Kateryna Lahno         | 2554 | 0   | 1⁄2 | 1⁄2 | 0   | –   | 1⁄2 | 1⁄2 | 1⁄2 | 1   | 1⁄2 | 1⁄2 | 1   | 51⁄2 |       |
| 6  | Zhu Chen               | 2490 | 0   | 0   | 1⁄2 | 1⁄2 | 1⁄2 | –   | 1⁄2 | 1⁄2 | 1   | 1⁄2 | 1   | 0   | 5    | 25,00 |
| 7  | Tatiana Kosintseva     | 2536 | 0   | 1⁄2 | 1⁄2 | 0   | 1⁄2 | 1⁄2 | –   | 1⁄2 | 1⁄2 | 1⁄2 | 1⁄2 | 1   | 5    | 24,50 |
| 8  | Nadezhda Kosintseva    | 2560 | 0   | 0   | 0   | 1⁄2 | 1⁄2 | 1⁄2 | 1⁄2 | –   | 1⁄2 | 1⁄2 | 1   | 1   | 5    | 23.00 |
| 9  | Antoaneta Stefanova    | 2528 | 0   | 0   | 1⁄2 | 1⁄2 | 0   | 0   | 1⁄2 | 1⁄2 | –   | 1   | 1   | 1   | 5    | 23.00 |
| 10 | Alisa Galliamova       | 2498 | 0   | 1⁄2 | 1⁄2 | 1⁄2 | 1⁄2 | 1⁄2 | 1⁄2 | 1⁄2 | 0   | –   | 1   | 0   | 41⁄2 |       |
| 11 | Batchuyagi mongol      | 2465 | 0   | 1   | 1⁄2 | 1⁄2 | 1⁄2 | 0   | 1⁄2 | 0   | 0   | 0   | –   | 1   | 4    |       |
| 12 | Alexandra Kosteniuk    | 2469 | 0   | 1⁄2 | 1   | 0   | 0   | 1   | 0   | 0   | 0   | 1   | 0   | –   | 31⁄2 |       |
| 1  | Cone Humpy                 | 2589 | –   | 1⁄2 | 1⁄2 | 1⁄2 | 1⁄2 | 1⁄2 | 1⁄2 | 1   | 1   | 1⁄2 | 1   | 1   | 71⁄2 | 36,75 |
| 2  | Anna Muzychuk              | 2598 | 1⁄2 | –   | 1⁄2 | 1⁄2 | 1⁄2 | 1⁄2 | 1⁄2 | 1⁄2 | 1   | 1   | 1   | 1   | 71⁄2 | 36,50 |
| 3  | Cmilyte de la Victoire     | 2508 | 1⁄2 | 1⁄2 | –   | 1   | 0   | 1⁄2 | 1⁄2 | 1⁄2 | 1⁄2 | 1   | 1   | 1   | 7    | 35,00 |
| 4  | Hou Yifan                  | 2623 | 1⁄2 | 1⁄2 | 0   | –   | 1   | 1   | 1   | 1⁄2 | 1   | 1⁄2 | 1   | 0   | 7    | 37,25 |
| 5  | Alexandra Kosteniuk        | 2457 | 1⁄2 | 1⁄2 | 1   | 0   | –   | 1   | 1⁄2 | 0   | 1⁄2 | 0   | 1   | 1   | 6    | 31,00 |
| 6  | Elina Danielian            | 2484 | 1⁄2 | 1⁄2 | 1⁄2 | 0   | 0   | –   | 1   | 1   | 1⁄2 | 1   | 0   | 1   | 6    | 30,75 |
| 7  | Tatiana Kosintseva         | 2532 | 1⁄2 | 1⁄2 | 1⁄2 | 0   | 1⁄2 | 0   | –   | 1   | 1⁄2 | 1⁄2 | 1⁄2 | 1   | 51⁄2 |       |
| 8  | Kateryna Lahno             | 2546 | 0   | 1⁄2 | 1⁄2 | 1⁄2 | 1   | 0   | 0   | –   | 1⁄2 | 1⁄2 | 1   | 1⁄2 | 5    |       |
| 9  | Antoaneta Stefanova        | 2518 | 0   | 0   | 1⁄2 | 0   | 1⁄2 | 1⁄2 | 1⁄2 | 1⁄2 | –   | 1   | 1⁄2 | 1⁄2 | 41⁄2 | 22    |
| 10 | Nadezhda Kosintseva        | 2528 | 1⁄2 | 0   | 0   | 1⁄2 | 1   | 0   | 1⁄2 | 1⁄2 | 0   | –   | 1   | 1⁄2 | 41⁄2 | 22,75 |
| 11 | Alisa Galliamova           | 2484 | 0   | 0   | 0   | 0   | 0   | 1   | 1⁄2 | 0   | 1⁄2 | 0   | –   | 1   | 3    |       |
| 12 | Turquie Betul Cemre Yildiz | 2333 | 0   | 0   | 0   | 1   | 0   | 0   | 0   | 1⁄2 | 1⁄2 | 1⁄2 | 0   | –   | 21⁄2 |       |
|    |                         | Note | 1 | 2 | 3 | 4 | 5 | 6 | 7 | 8 | 9 | 10 | 11 | 12 | Score | Tie break |  |
| -- | ----------------------- | ---- | - | - | - | - | - | - | - | - | - | -- | -- | -- | ----- | --------- |  |
| 1  | Hou Yifan               | 2617 | – | ½ | 0 | ½ | ½ | 1 | ½ | ½ | 1 | 1  | ½  | 1  | 7     |           |  |
| 2  | Nadezhda Kosintseva     | 2516 | ½ | – | ½ | 1 | ½ | 1 | 1 | 1 | 0 | 0  | ½  | ½  | 6½    | 36.50     |  |
| 3  | Kateryna Lahno          | 2537 | 1 | ½ | – | 1 | ½ | ½ | 0 | ½ | ½ | 1  | ½  | ½  | 6½    | 36h00     |  |
| 4  | Koneru Humpy            | 2598 | ½ | 0 | 0 | – | 1 | ½ | 1 | 0 | 1 | 1  | ½  | 1  | 6½    | 33,00     |  |
| 5  | Ju Wenjun               | 2518 | ½ | ½ | ½ | 0 | – | 1 | 0 | 1 | ½ | ½  | ½  | 1  | 6     | 31,25     |  |
| 6  | Ruan Lufei              | 2483 | 0 | ½ | ½ | 0 | – | 1 | ½ | 1 | ½ | 1  | 1  | 6  | 29,25 |           |  |
| 7  | Zhao Xue                | 2556 | ½ | 0 | 1 | 0 | 1 | 0 | – | ½ | 1 | 0  | ½  | 1  | 5½    |           |  |
| 8  | Elina Danielian         | 2480 | ½ | 0 | ½ | 1 | 0 | ½ | ½ | – | ½ | ½  | ½  | ½  | 5     | 27,50     |  |
| 9  | Lilit Mkrtchian         | 2450 | 0 | 1 | ½ | 0 | ½ | 0 | 0 | ½ | – | 1  | ½  | 1  | 5     | 25h25     |  |
| 10 | Ekaterina Kovalevskaya  | 2417 | 0 | 1 | 0 | 0 | ½ | ½ | 1 | ½ | 0 | –  | 1  | 0  | 4½    |           |  |
| 11 | Batkhuyagiin Möngöntuul | 2447 | ½ | ½ | ½ | ½ | ½ | 0 | ½ | ½ | ½ | 0  | –  | 0  | 4     |           |  |
| 12 | Nino Khurtsidze         | 2456 | 0 | ½ | ½ | 0 | 0 | 0 | 0 | 0 | ½ | 0  | 1  | 1  | –     | 3½        |  |
|    |                         | Note | 1 | 2 | 3 | 4 | 5 | 6 | 7 | 8 | 9 | 10 | 11 | 12 | Score | Tie break |
| -- | ----------------------- | ---- | - | - | - | - | - | - | - | - | - | -- | -- | -- | ----- | --------- |
| 1  | Koneru Humpy            | 2593 | – | 0 | ½ | ½ | 1 | ½ | 1 | 1 | 1 | 1  | 1  | 1  | 8½    |           |
| 2  | Anna Muzychuk           | 2606 | 1 | – | ½ | ½ | ½ | ½ | 1 | ½ | ½ | 1  | 1  | 1  | 8     |           |
| 3  | Zhao Xue                | 2549 | ½ | ½ | – | 0 | ½ | 1 | ½ | 1 | 1 | 1  | 1  | ½  | 7½    |           |
| 4  | Viktorija Cmilyte       | 2520 | ½ | ½ | 1 | – | ½ | ½ | 0 | ½ | 1 | 0  | 1  | 1  | 6½    | 33,50     |
| 5  | Ruan Lufei              | 2492 | 0 | ½ | ½ | ½ | – | ½ | ½ | ½ | ½ | 1  | 1  | 1  | 6½    | 29h50     |
| 6  | Batkhuyagiin Möngöntuul | 2434 | ½ | ½ | 0 | ½ | ½ | – | ½ | 1 | ½ | ½  | 1  | ½  | 6     |           |
| 7  | Tatiana Kosintseva      | 2524 | 0 | 0 | ½ | 1 | ½ | ½ | – | 1 | ½ | 0  | 1  | ½  | 5½    |           |
| 8  | Ju Wenjun               | 2528 | 0 | ½ | 0 | ½ | ½ | 0 | 0 | – | 1 | 1  | ½  | 1  | 5     |           |
| 9  | Antoaneta Stefanova     | 2502 | 0 | ½ | 0 | 0 | ½ | ½ | ½ | 0 | – | 1  | ½  | 1  | 4½    |           |
| 10 | Betul Cemre Yildiz      | 2341 | 0 | 0 | 0 | 1 | 0 | ½ | 1 | 0 | 0 | –  | ½  | ½  | 3½    |           |
| 11 | Monika Soćko            | 2463 | 0 | 0 | 0 | 0 | 0 | 0 | 0 | ½ | ½ | ½  | –  | 1  | 2½    |           |
| 12 | Kübra Öztürk            | 2294 | 0 | 0 | ½ | 0 | 0 | ½ | ½ | 0 | 0 | ½  | 0  | –  | 2     |           |

### Classement général du Grand Prix
Hou Yifan a remporté le Grand Prix avec un score parfait culminant avec sa troisième victoire en solitaire au cinquième Grand Prix à Jermuk et s'est ainsi qualifiée pour affronter Anna Ushenina au Championnat du monde d'échecs féminin 2013. Un score en italique indique un score qui n'est pas pris en compte dans le total car il y a trois meilleurs résultats pour la joueuse.
|    | Joueur                        | Rostov | Shenzhen | Nalchik | Kazan | Jermuk | Ankara | Joué | Meilleur 3 |
| -- | ----------------------------- | ------ | -------- | ------- | ----- | ------ | ------ | ---- | ---------- |
| 1  | Hou Yifan (CHN)               | 160    | 160      |         | 100   | 160    |        | 4    | 480        |
| 2  | Koneru Humpy (IND)            | 65     |          |         | 145   | 110    | 160    | 4    | 415        |
| 3  | Anna Muzychuk (SVN)           | 100    | 130      |         | 145   |        | 130    | 4    | 405        |
| 4  | Zhao Xue (CHN)                |        | 75       | 160     |       | 60     | 110    | 4    | 345        |
| 5  | Kateryna Lahno (UKR)          | 130    |          | 80      | 50    | 110    |        | 4    | 320        |
| 6  | Ju Wenjun (CHN)               |        | 100      | 130     |       | 75     | 50     | 4    | 305        |
| 7  | Viktorija Cmilyte (LTU)       |        | 35       | 100     | 100   |        | 85     | 4    | 285        |
| 8  | Nadezhda Kosintseva (RUS)     | 80     |          | 55      | 35    | 110    |        | 4    | 245        |
| 9  | Ruan Lufei (CHN)              | 30     | 75       |         |       | 75     | 85     | 4    | 235        |
| 10 | Tatiana Kosintseva (RUS)      | 100    |          | 55      | 60    |        | 60     | 4    | 220        |
| 11 | Elina Danielian (ARM)         | 45     | 50       |         | 75    | 45     |        | 4    | 170        |
| 12 | Ekaterina Kovalevskaya (RUS)  | 20     | 20       | 100     |       | 30     |        | 4    | 150        |
| 12 | Batkhuyagiin Möngöntuul (MGL) |        | 60       | 20      |       | 20     | 70     | 4    | 150        |
| 14 | Antoaneta Stefanova (BUL)     | 45     |          | 55      | 35    |        | 40     | 4    | 140        |
| 15 | Alisa Galliamova (RUS)        | 65     |          | 30      | 20    |        |        | 3    | 115        |
| 16 | Tan Zhongyi (CHN)             |        | 100      |         |       |        |        | 1    | 100        |
| 17 | Alexandra Kosteniuk (RUS)     | 10     |          | 10      | 75    |        |        | 3    | 95         |
| 18 | Zhu Chen (QAT)                |        | 35       | 55      |       |        |        | 2    | 90         |
| 19 | Betul Cemre Yildiz (TUR)      |        | 10       |         | 10    |        | 30     | 3    | 50         |
| 20 | Lilit Mkrtchian (ARM)         |        |          |         |       | 45     |        | 1    | 45         |
| 21 | Monika Soćko (POL)            |        |          |         |       |        | 20     | 1    | 20         |
| 22 | Nino Khurtsidze (GEO)         |        |          |         |       | 10     |        | 1    | 10         |
| 22 | Kübra Öztürk (TUR)            |        |          |         |       |        | 10     | 1    | 10         |

Notes : Tan Zhongyi a remplacé Alisa Galliamova à Shenzhen. Nino Khurtsidze et Lilit Mkrtchian a remplacé Alexandra Kosteniuk et Zhu Chen à Jermuk, qui avaient retiré leur participation.